# Здухач значи авантура
„Здухач значи авантура“ је српски филм из 2011. године. Режирао га је Милорад Милинковић који је написао и сценарио.
Филм је своју премијеру имао 5. априла 2011. године.

## Радња
Главни јунаци су средњошколци који проводе незабораван распуст пун авантура, на путу ка великом рок фестивалу. Продуцент (Марко Живић) и редитељ (Никола Којо) снимају рекламе у екстремним ситуацијама са Маријом (Јелисавета Орашанин ) и Синди (Катарина Корша). 
А „Здухач“ (Никола Пејаковић), постаје сапутник јунака филма Уроша (Вујадин Милошевић) и Ненада (Златан Видовић) „освежених“ соком од клеке. Замена идентитета, са новом реп звездом Г Спот Торнадом (Срђан Тодоровић) доводи до новог урнебесног заплета.

## Улоге
| Глумац              | Улога         |
| ------------------- | ------------- |
| Златан Видовић      | Ненад         |
| Вујадин Милошевић   | Урош          |
| Јелисавета Орашанин | Марија        |
| Катарина Илић       | Синди         |
| Никола Којо         | редитељ       |
| Марко Живић         | Сава          |
| Марко Гверо         | Макса         |
| Милош Танасковић    | Бојан         |
| Данијел Корша       | Борис         |
| Драгослав Медојевић | Перо          |
| Слободан Тешић      | Божа ван Дам  |
| Мирка Васиљевић     | Милица        |
| Анђела Јовановић    | Ивана         |
| Ђурђа Вукашиновић   | Катарина      |
| Ања Станић          | Олга          |
| Никола Пејаковић    | Аца           |
| Свјетлана Андрић    | болничарка    |
| Владимир Ђорђевић   | рецепционар   |
| Горан Јокић         | Грмаљ         |
| Душко Мазалица      | Симо          |
| Срђан Тодоровић     | Г Спот Батица |
| Жељко Митровић      | Водитељ       |